# Račín
Račín (deutsch Ratschin) ist eine Gemeinde in Tschechien. Sie liegt acht Kilometer nordwestlich von Žďár nad Sázavou und gehört zum Okres Žďár nad Sázavou.

## Geographie
Račín befindet sich im Südwesten der Saarer Berge auf einer Waldlichtung in der Quellmulde des Baches Račínský potok. Östlich erhebt sich der Kamenný vrch (Steinhübl, 690 m). Im Nordosten liegen die Teiche Velké Dářko (Großer Zdarsko) und Nový rybník, westlich die kleineren Nadvepřovský rybník und Vepřovský nový rybník. Im Zentrum des Dorfes befindet sich der Teich Jordán.
Nachbarorte sind Hluboká und Radostín im Norden, Karlov, Velké Dářko und Škrdlovice im Nordosten, Nový Mlýn und Světnov im Osten, Polnička und Na Zádi im Südosten, Šlakhamry, Najdek und Samotín im Süden, Bambouch, Velká Losenice und Branty im Südwesten, Vepřová im Westen sowie Havlíčkova Borová und Peršíkov im Nordwesten.

## Geschichte
Das Dorf entstand im 17. Jahrhundert in dem großen Waldgebiet westlich des Zdarsko-Teiches. Erstmals urkundlich erwähnt wurde Račín, dessen Name sich von den früher reichlich vorkommenden Flusskrebsen herleitet, im Jahre 1654. Im Jahre 1680 wurde Račín in einen Herrenhof umgewandelt. In der Umgebung der Ansiedlung wurden ein Kalkofen betrieben.
Nach der Aufhebung der Patrimonialherrschaften bildete Radšín bzw. Nový Žďár ab 1850 einen Ortsteil der Gemeinde Vepříkov im politischen Bezirk Polna. Ab 1884 gehörte Radčín zum Bezirk Chotěboř. Seit 1921 trägt der Ort den Namen Račín. 1930 entstand die politische Gemeinde Račín. Nach der Schneebruchkatastrophe vom 26. und 27. Oktober 1930 wurde 1931 eine Waldbahn zum Sägewerk Najdek und zum Velké Dářko errichtet. Die Strecke wurde bis 1934 von je zwei Dampf- und Benzinlokomotiven befahren und nach der Beräumung des Bruchholzes wieder abgebaut. 1949 wurde Račín dem Okres Žďár nad Sázavou zugeordnet. 1961 erfolgte die Eingemeindung nach Polnička und zwischen 1980 und 1991 bildete Račín einen Ortsteil von Žďár nad Sázavou. Seit 1992 besteht die Gemeinde wieder. Durch den Ort führt in den Wintermonaten eine Skimagistrale.

## Gemeindegliederung
Für die Gemeinde Račín sind keine Ortsteile ausgewiesen.

## Sehenswürdigkeiten
- geschützte Linde
- Spritzenhaus mit Glockenturm
- großes Kruzifix aus Granit, gegenüber dem Spritzenhaus
- Teich Velké Dářko
- Naturschutzgebiet Dářko, nördlich des Dorfes
- Naturschutzgebiet Pod Kamenným vrchem, östlich des Dorfes
- Naturschutzgebiet Mlýnský potok a Uhlířky, südwestlich entlang des Baches Losenický potok